# NGC 1927
NGC 1927 est une entrée du New General Catalogue qui concerne un corps céleste perdu, ou inexistant dans la constellation d'Orion. Cet objet a été enregistré par l'astronome britannique John Herschel le 8 janvier 1831.